# 河内和田氏
和田氏（わだし）は、和泉・河内両国（現在の大阪府）で活躍した日本の氏族。楠木氏の同族（支族？）で、本姓橘氏を称す。なお、非常に紛らわしくたびたび混同されるが、同時代・同地域・同勢力で活躍した「みきたし」と発音する和田氏（本姓大中臣氏）とは全く別の氏族である。本貫からすれば「和泉和田氏」とすべきだが、和泉国内でより古い歴史を持つ和田氏（みきたし）との混同を避けるため、本項では河内和田氏（かわちわだし）として説明する。

## 概要
和泉国大鳥郡上神郷（かみにわごう）和田（わだ）を本貫（苗字発祥の根拠地）としたという説がある（現在の大阪府堺市南区和田）。地域も名前もきわめて紛らわしいが、大鳥郡和田郷（みきたごう）＝和田荘（みきたしょう）を本貫とする和田氏（みきたし、本姓大中臣氏）とは別である（ワダは上神郷の中の一地名だが、ミキタは上神郷と並存する一つの郷）。河内和田氏の概観については後世に作られた推測や系図は色々とあるものの、それらは余り一致せず、信用をおけない。一次史料や時代の近い二次史料から確実に確かめられるのは、せいぜい楠木氏同族の和田氏を称した（と思われる）人物を列挙する程度である。
- 楠木正季 - 楠木正成の弟。一次史料で本人が和田を名乗ったかは不明だが、『尊卑分脈』では正成の弟「正氏」の通称として「和田七郎」という名も載せられている[4]。
  - 和田高家 - 江戸時代の群書類従版『橘氏系図』に正季の子と記され、四條畷の戦いで戦死したとされる[5]が、一次史料がなく不詳である。
  - 和田賢快（賢秀） - 正季の子。四條畷の戦いで戦死、「歯噛様（はがみさま）」と武勇を讃えられる猛将。一次史料の『園太暦』に「和田新発」とあり、実在かつ和田と呼ばれたことが確実な数少ない人物。『尊卑分脈』では「賢快」という名で正季の次男として載り[4]、軍記物『太平記』では「賢秀」もしくは「源秀」として登場するが、群書類従版『橘氏系図』では賢秀と賢快は別人とされる[5]。
- 橘正遠 - 建武の新政で武者所第五番（正成と同じ班）に務めた軍事官僚（『建武年間記』[6]）。一次史料で本人が和田を名乗ったかは不明だが、一般的には軍記物『太平記』で活躍する武将の和田正遠（和田正隆）と同一視される。
- 和田正武 - 南北朝時代末期の南朝の武将。北朝に帰順した名将・楠木正儀（正成の三男）を破るなどの武功をあげる。

前述の通りミキタ氏とは別族であるが、同時代から当人たち同士の間でも既に紛らわしかったようで、ワダ氏同族の楠木正成や楠木惟正（大塚惟正）自身が、ミキタ氏あての書状で「みきた」「みきた殿」とひらがなで呼称している場合もある（『和田文書』所収『楠木正成仮名書挙状』建武元年および『楠木惟正書状』建武元年十二月十二日）。

## 後代の説
後代の史料ではあるが、江戸幕府の公式地誌である『五畿内志』（18世紀初頭）の『和泉志』によれば、楠木親遠なる人物が和泉国和田に移ったのが和田氏の始まりであり、親遠の息子の和田高遠が正成の妹と結婚し、その子が和田正遠で、さらにその子が和田高家と和田正武であるという。
『姓氏家系大辞典』第2巻（1935年）は、熊野国造系とする異説を載せている。